# Stazione di Fermignano
Stazione di Fermignano 1987-ben bezárt vasútállomás Olaszországban, Marche régióban, Fermignano településen.

## Vasútvonalak
Az állomást az alábbi vasútvonalak érintették:
- Fano-Urbino-vasútvonal
- Progetto di ferrovia Subappennina
- Urbino-Fabriano-vasútvonal

## Kapcsolódó állomások
A vasútállomáshoz az alábbi állomások vannak a legközelebb: 
- Stazione di Urbino (Stazione di Urbino, Fano-Urbino-vasútvonal)
- Canavaccio train station (Stazione di Fano, Fano-Urbino-vasútvonal)